# Campanularia denticulata
Campanularia denticulata är en nässeldjursart som beskrevs av Clark 1876. Campanularia denticulata ingår i släktet Campanularia och familjen Campanulariidae. Inga underarter finns listade i Catalogue of Life.